# Ribeirão do Roque
Ribeirão do Roque är ett vattendrag i Brasilien.   Det ligger i delstaten São Paulo, i den sydöstra delen av landet, 700 km söder om huvudstaden Brasília.
Omgivningarna runt Ribeirão do Roque är en mosaik av jordbruksmark och naturlig växtlighet. Runt Ribeirão do Roque är det ganska tätbefolkat, med 90 invånare per kvadratkilometer.